# Lenka Němečková
Lenka Němečková (* 20. April 1976 in Brünn, Tschechoslowakei) ist eine ehemalige tschechische Tennisspielerin.

## Karriere
Lenka Němečková, die am liebsten auf Sand- und Hartplätzen spielte, begann im Alter von neun Jahren mit dem Tennis. Als sie 18 Jahre alt war, wurde sie Profispielerin. Während ihrer Tennislaufbahn gewann sie zwei ITT-Turniere im Einzel sowie ein WTA-Turnier und sechs ITF-Turniere im Doppel. 2006 beendete sie ihre Karriere.

## Turniersiege

### Doppel
| Nr. | Datum        | Turnier   | Kategorie   | Belag     | Partnerin    | Finalgegnerinnen                     | Ergebnis |
| --- | ------------ | --------- | ----------- | --------- | ------------ | ------------------------------------ | -------- |
| 1.  | Oktober 2001 | Schanghai | WTA Tier IV | Hartplatz | Liezel Huber | Evie Dominikovic Tamarine Tanasugarn | 6:0, 7:5 |